# ТЕС Ярніма
23°20′37″ пд. ш. 119°42′38″ сх. д. / 23.34361° пд. ш. 119.71056° сх. д.
ТЕС Ярніма — теплова електростанція на північному заході Австралії.
Електростанція розташована в центрі залізорудної промисловості Австралії — регіоні Пілбара — та належить гірничодобувному гіганту BHP. У 2014—2015 роках на її майданчику ввели в дію парогазовий блок комбінованого циклу фактичною потужністю 154 МВт, в якому три газові турбіни номінальною потужністю по 32 МВт живлять через відповідну кількість котлів-утилізаторів дві парові турбіни з показниками по 40 МВт (в умовах спекотного клімату фактична потужність є меншою від номінальної).
Крім того, існують резервні дизель-генераторні установки — 3 потужністю по 1,7 МВт (призначені для запуску в умовах відсутності живлення — «чорного старту»), 24 по 1 МВт та 4 по 0,7 МВт (мають використовуватись під час сервісних робіт на газових турбінах).
Як паливо використовують природний газ, що надходить через відгалуження від трубопроводу Ярралула – Есперанс.
Для видалення продуктів згоряння кожна газова турбіна та кожен котел-утилізатор мають димарі заввишки по 30 метрів.